# XIV Congresso del Partito Comunista di tutta l'Unione (bolscevico)
Il XIV Congresso del Partito Comunista di tutta l'Unione (bolscevico), o PCU(b), si tenne dal 18 al 31 dicembre 1925 a Mosca.

## I lavori
Al Congresso parteciparono 1306 delegati, 665 dei quali con voto deliberativo e 651 con voto consultivo. L'assemblea sancì il successo della teoria del Socialismo in un solo paese, che era sostenuta con elementi differenti da Bucharin e da Stalin, il quale aveva conquistato il controllo del partito dopo la sconfitta delle opposizioni interne, e in particolare di Trockij e della sua teoria della rivoluzione permanente. Il Congresso stabilì anche la ridenominazione del partito da Partito Comunista Russo (bolscevico) a Partito Comunista di tutta l'Unione (bolscevico).
Il nuovo Comitato centrale eletto dal XIV Congresso si compose di 63 membri effettivi e 43 candidati.